# Saterland

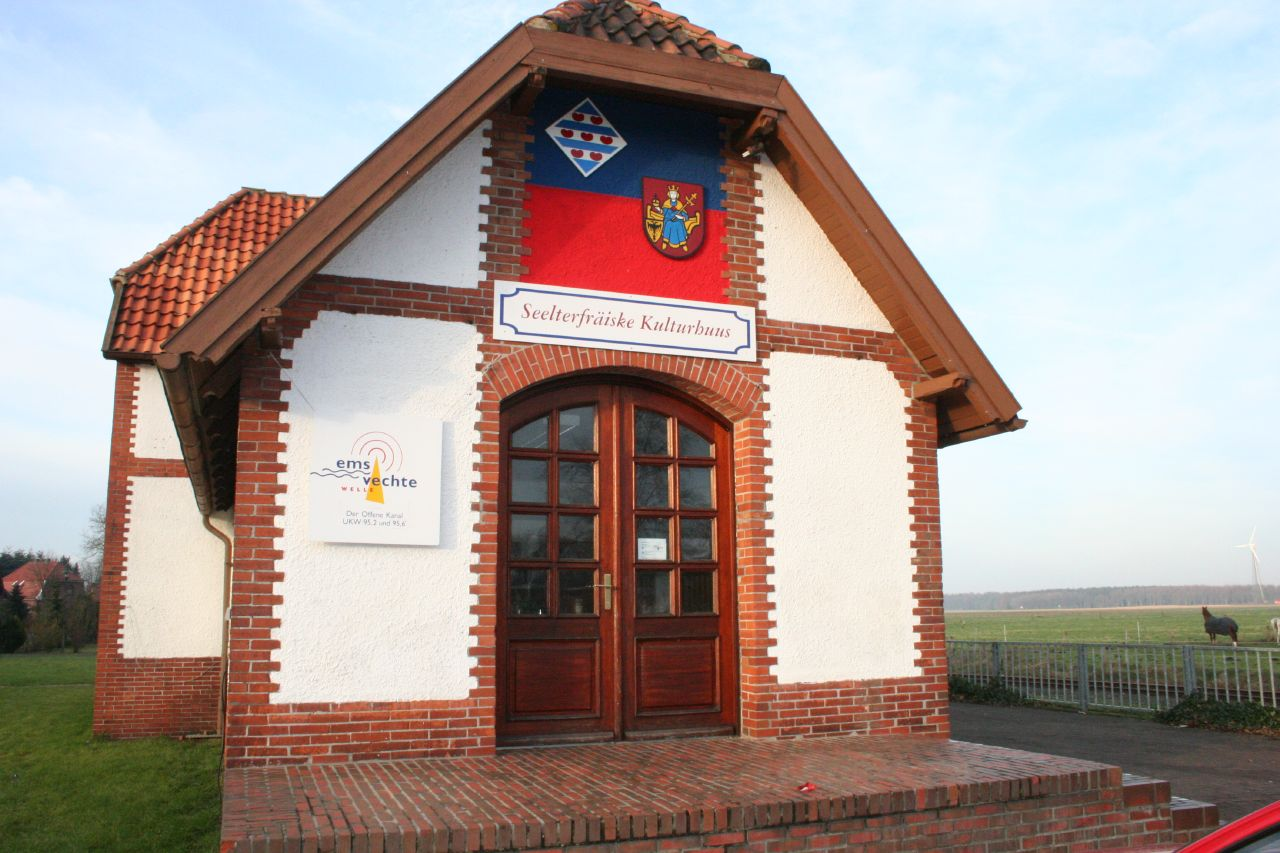
Gamla järnvägsstationen i Scharrel är numera ett saterfrisiskt kulturcentrum.

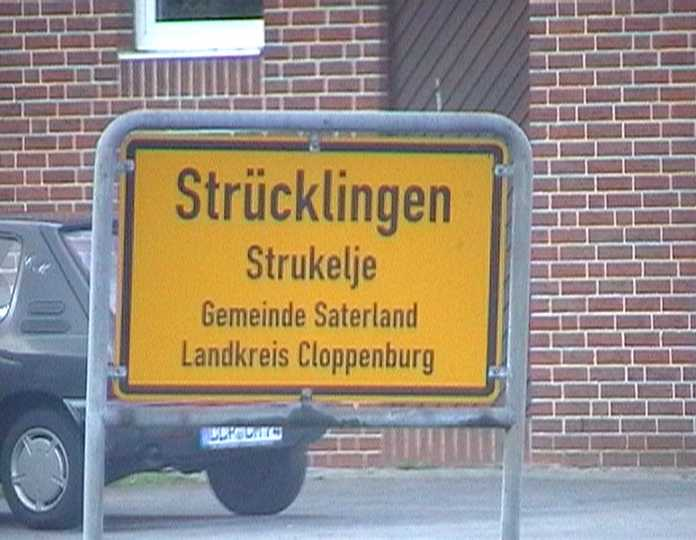
Tvåspråkig ortsskylt, Strücklingen/Strukelje

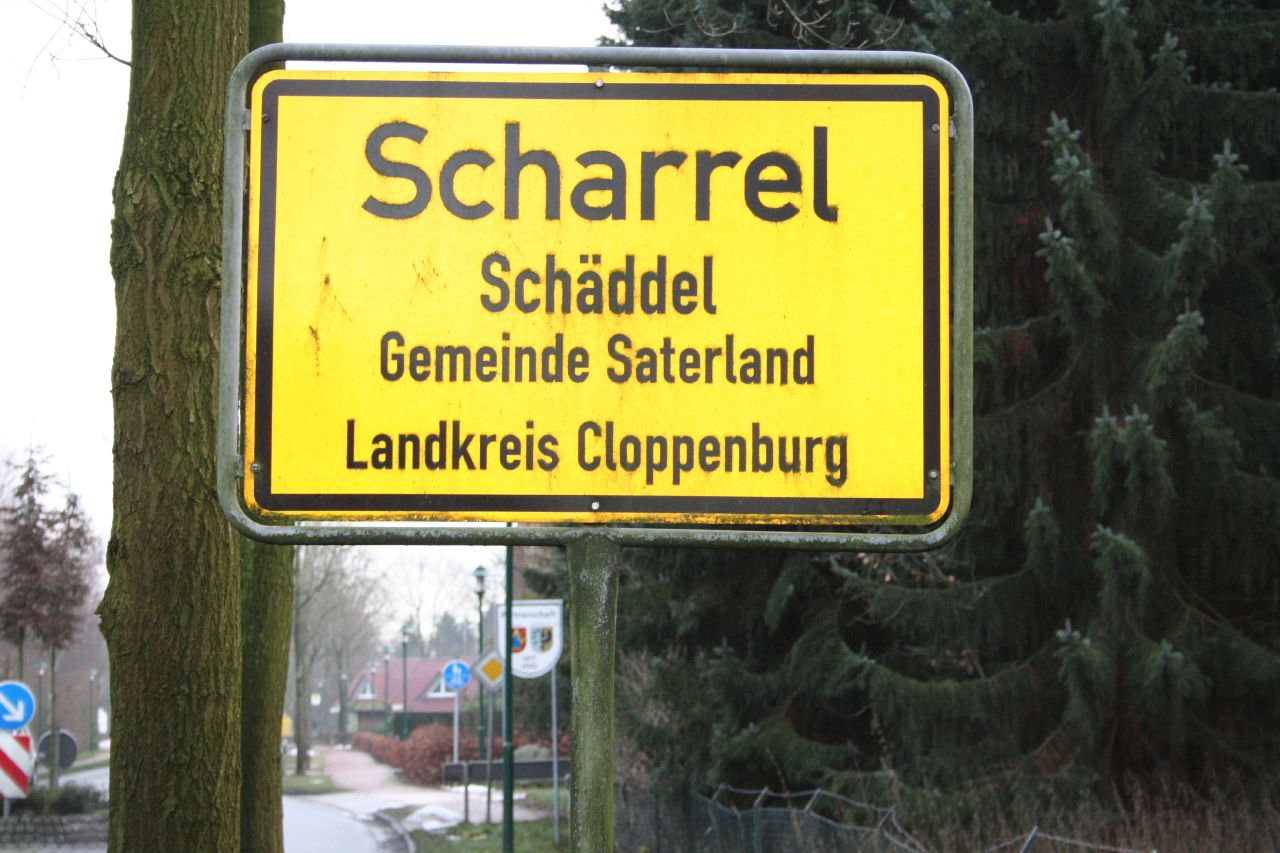
Tvåspråkig ortsskylt, Scharrel/Schäddel.

Saterland (saterfrisiska: Seelterlound) är en kommun i det tyska distriktet Cloppenburg i delstaten Niedersachsen. I kommunen finns Tysklands minsta språkminoritet, saterfriserna.

## Geografi
Saterland ligger i den nordvästra delen av landskapet Oldenburger Münsterland. Norr om kommunen ligger det historiska landskapet Ostfriesland och i söder utgör Küstenkanal kommungränsen. Floden Leda utgör kommunens norra gräns. Runt Saterland finns myrområden som tidigare bidrog till kommunens relativa isolering.

## Orter i Saterland
Kommunen bildades år 1974 genom en sammanslagning av följande tre dåvarande kommuner:
- Ramsloh (Roomelse) med orterna Ramsloh-Ort, Ramsloh-Nord, Ramsloh-Ost, Hoheberg, Raake, Hollen, Hollen-Brand och Hollenermoor. Ramsloh är i dag kommunens huvudort och har ca 4.600 invånare.
- Scharrel (Skäddel) med orterna Scharrel-Ort, Bätholt, Langhorst, Neuwall och Heselberg och området Sedelsberg (Seedelsbierich) med orterna Sedelsberg-Ort, Kolonie, Hüllen I, Hüllen II, Fermesand och Heselberg.
- Strücklingen (Strukelje) med orterna Strücklingen-Ort, Bollingen I, Bollingen II, Utende, Wittensand och Bokelesch.

## Historia
Saterland ligger på en 15 kilometer lång sandö, omgiven av myrlandskap. Ända in på 1800-talet kunde Saterland endast nås med båt. Området koloniserades mellan åren 1100 och 1400 av friser från Ostfriesland. På grund av områdets isolering har det gamla ostfriesiska språket levt kvar länge i området. Ostfriesiskan är i övrigt utdöd, senast på den ostfriesiska ön Wangerooge. Under tiden för den frisiska friheten utgjorde Saterland ett av de historiska frisiska landskapen. Det gränsade närmast till de frisiska landskapen Overledingerland och Moormerland.
På medeltiden hade Saterland en egen författning och en egen rätt. Detta var en del av den så kallade frisiska friheten som enligt legenden garanterades av Karl den store. Saterland var ett av de sju frisiska områdena. I maj 1400 undertecknade saterfriserna och andra frisiska områden ett avtal med hansan om att inte längre stödja sjörövare i Nordsjön (Vitaliebröderna). Tidvis styrdes Saterland av grevarna av Tecklenburg och av biskopen i Münster.
År 1803 blev Saterland en del av hertigdömet Oldenburg eftersom biskopsdömet Münster sekulariserades. Kort därefter var Saterland under en begränsad period under fransk ockupation. Kommunen Saterland inrättades år 1934.

## Kultur
Saterfriserna härstammar från ostfrieser som på 1200-talet lämnade sin hembygd efter stormfloder och koloniserade nuvarande Saterland. Dessa friser är de enda ostfrieser som har behållit sitt gamla språk. Saterfrisiskan talas av upp till 2.500 personer. Bland annat ortsskyltar i området är tvåspråkiga. Föreningen Seelter Bund arbetar för att skydda det saterfrisiska språket. Saterland är representerat i det interfrisiska rådet.
Till skillnad från omkringliggande områden präglas Saterland och saterfriserna av katolska kyrkan. Övriga friser tillhör vanligen protestantiska kyrkan.

## Näringsliv
Genom kommunen går järnväg och tre riksvägar samt några kanaler. Vid Küstenkanal finns ett industriområde.